# Richie Sambora
Richie Sambora, ameriški rock kitarist, * 11. julij 1959, Perth Amboy, New Jersey, Združene države Amerike.
Richie Sambora je bil kitarist skupine Bon Jovi, posnel pa je tudi tri solo albume.
Rodil se je leta 1959, kot Richard Stephen Sambora. Njegov rojstni kraj je New Jersey, kjer živi še danes. Njegova  starša, Adam in Joan Sambora,  imata poljske in italijanske korenine.
Pri devetih letih je dobil svojo prvo kitaro. Nanjo se je učil igrati tako, da je igral ob glasbi, ki jo je imel rad. Vedno je najraje poslušal rock glasbo. Njegovi vzorniki so bili skupina Led Zeppelin, Eric Clapton, Jimi Hendrix in drugi. Ko je nekoliko zrastel, je postal kitarski virtuoz. Za šolo se ni preveč brigal, saj je bil prepričan, da bo nekoč postal  uspešen glasbenik. O tem govori tudi njegova pesem “Made in America”.
Pri štiriindvajsetih letih, ga je skupina Bon Jovi povabila, kot kitarista. Ker je imela skupina že podpisano pogodbo z založbo in menedžerja se ji Richie ni mogel upreti. V prvih treh letih glasbene kariere so posneli dva albuma, a hitov še ni bilo. Leta 1986 pa so stopili na sam vrh.  Posneli so nekaj pesmi, ki bodo živele za vedno, pa čeprav se nihče ne bo spomnil izvajalca. Po štirih uspešnih turnejah so imeli fantje vsega dovolj. Hoteli so preživeti več časa z družino in prijatelji. Zato so se razšli.
Leta 1991 je posnel svoj prvi samostojni album. Je zelo bluezovski, osnova pa je rock. 
Leta 92 se je skupina odločila, da se ponovno združi. Takrat pa je prišlo tudi do sprememb v njihovi glasbi. Pesmi so postale zelo raznolike, kar pa je bilo publiki všeč. Posneli so tudi prvi  album, na katerem so bile njihove najboljše pesmi.
Za Samboro ni bila nova samo glasba, poročil se je z igralko Heather Locklear in rodila se jima je hčerka Ava Sambora. Čeprav je bila skupina še vedno skupaj, je takrat posnel svoj drugi album, posvetil pa ga je ženi in hčerki.
Leta 2000 je Bon Jovi začel podarjati denar Rdečemu križu, saj so menili, da so v življenju veliko dosegel, zdaj pa lahko tudi kaj dajo. Leta 2005  so odkrili novo glasbeno zvrst, country. Postali so prvi rock band, ki je imel pesem na prvem mestu country lestvice. Leta 2007 so naredili nov album Lost Highway, ki je spet prišel na prvo mesto prodajanih. 
Čeprav je bilo glasbeno leto uspešno, je bilo zelo težko leto za Richieja. Najprej se je od njega ločila njegova žena, Heather Locklear, dva mesca za tem mu je umrl oče, na koncu pa ga je zapustilo še novo dekle Denise Richards. Ko se je nekoliko pomiril  se je skupina odpravila na svetovno turnejo. Od maja do julija 2008 bodo nastopali tudi po državah Evrope.
1. ↑  Discogs — 2000.
2. ↑  Roglo — 1997.